# Rana Sanaullah
Rana Sanaullah (en ourdou : انا ثناء اللہ خاں), né le 1er janvier 1955 à Faisalabad (Pakistan), est un homme politique pakistanais. Membre de la Ligue musulmane du Pakistan (N), il est proche de la famille Sharif, Nawaz et Shehbaz.
Député provincial, il occupe de nombreux postes ministériels dans le gouvernement local du Pendjab. Le 19 avril 2022, il est nommé ministre de l'Intérieur dans le gouvernement de Shehbaz Sharif.

## Biographie

### Jeunesse et éducation
Rana Sanaullah est né le 1er janvier 1955 à Faisalabad, dans le centre de la province du Pendjab. Il est originaire d'une famille rajput.
Il fait ses études au Government College de Faisalabad où il obtient un bachelor en commerce avent de décrocher un bachelor of Laws du Punjab Law College de Lahore. Il pratique ensuite en tant qu'avocat.

### Parcours politique
Député provincial, il occupe de nombreux postes ministériels dans le gouvernement local du Pendjab. Le 19 avril 2022, il est nommé ministre de l'Intérieur dans le gouvernement de Shehbaz Sharif.
Le 30 avril 2024, il est nommé assistant spécial aux Affaires politiques. Il obtient le portefeuille de la Coordination inter-provinciale le 23 mai 2024.